# Sint-Servaasbasiliek (Grimbergen)
De Sint-Servaasbasiliek is een barokkerk in de Belgische plaats Grimbergen (provincie Vlaams-Brabant). De basiliek wordt beschouwd als een van de mooiste en meest harmonieuze barokkerken in de Lage Landen. De kerk maakt deel uit van de norbertijnerabdij van Grimbergen en doet tevens dienst als parochiekerk. In 1999, op het hoogfeest van de Onbevlekte Ontvangenis van Maria, werd aan de kerk de eretitel van basiliek verleend.
Na de godsdienstoorlogen brak er met het doordachte beleid van Albrecht en Isabella (1598 - 1621) een rustige en voorspoedige periode aan in de Zuidelijke Nederlanden. Dit liet de Norbertijnengemeenschap toe een nieuwe kerk te bouwen onder het abbatiaat van Carolus Fernandez de Velasco. In 1660 werd de bouw aangevat van de abdijkerk volgens de plannen van de norbertijn Gilbertus van Zinnik (1627 - 1665). Het gebouw werd opgetrokken in een triomfantelijke en feestelijke barokstijl die tevens getuigt van de geest van het Concilie van Trente (1545-1563) en de Katholieke Reformatie. In 1700 waren de werken dermate gevorderd dat de kerk kon worden ingewijd.

## Exterieur
De kerk bestaat uit een lang priesterkoor met toren, een transept met halfrond gesloten armen en een slechts twee traveeën tellend schip. In 1725 was het geld voor verdere constructie opgebruikt en heeft men een stopgevel geplaatst. De kerk had normaal twee traveeën langer moeten worden. De kruising wordt bekroond door een koepeltoren.

## Interieur

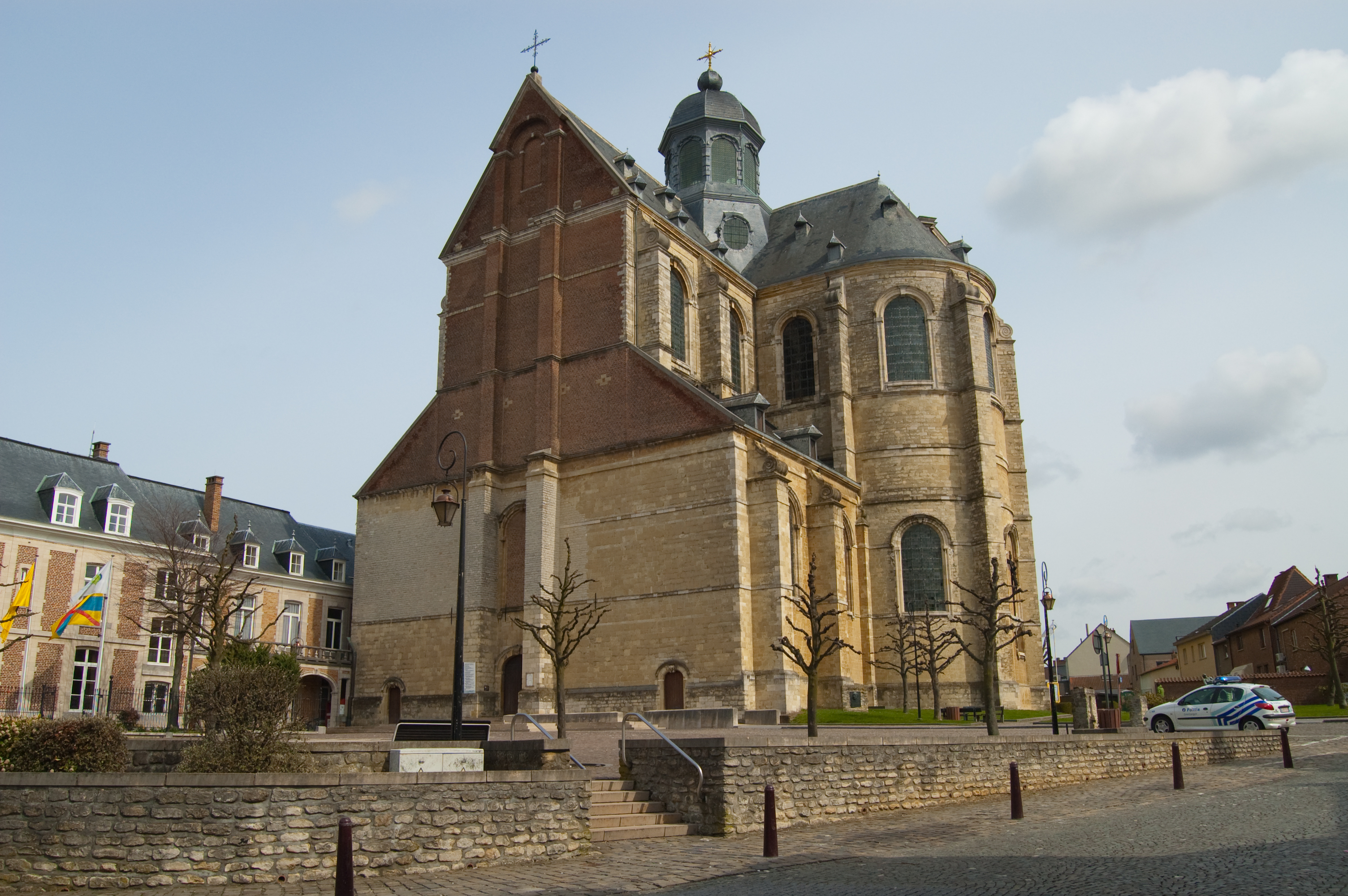
Vooraanzicht Sint-Servaasbasiliek

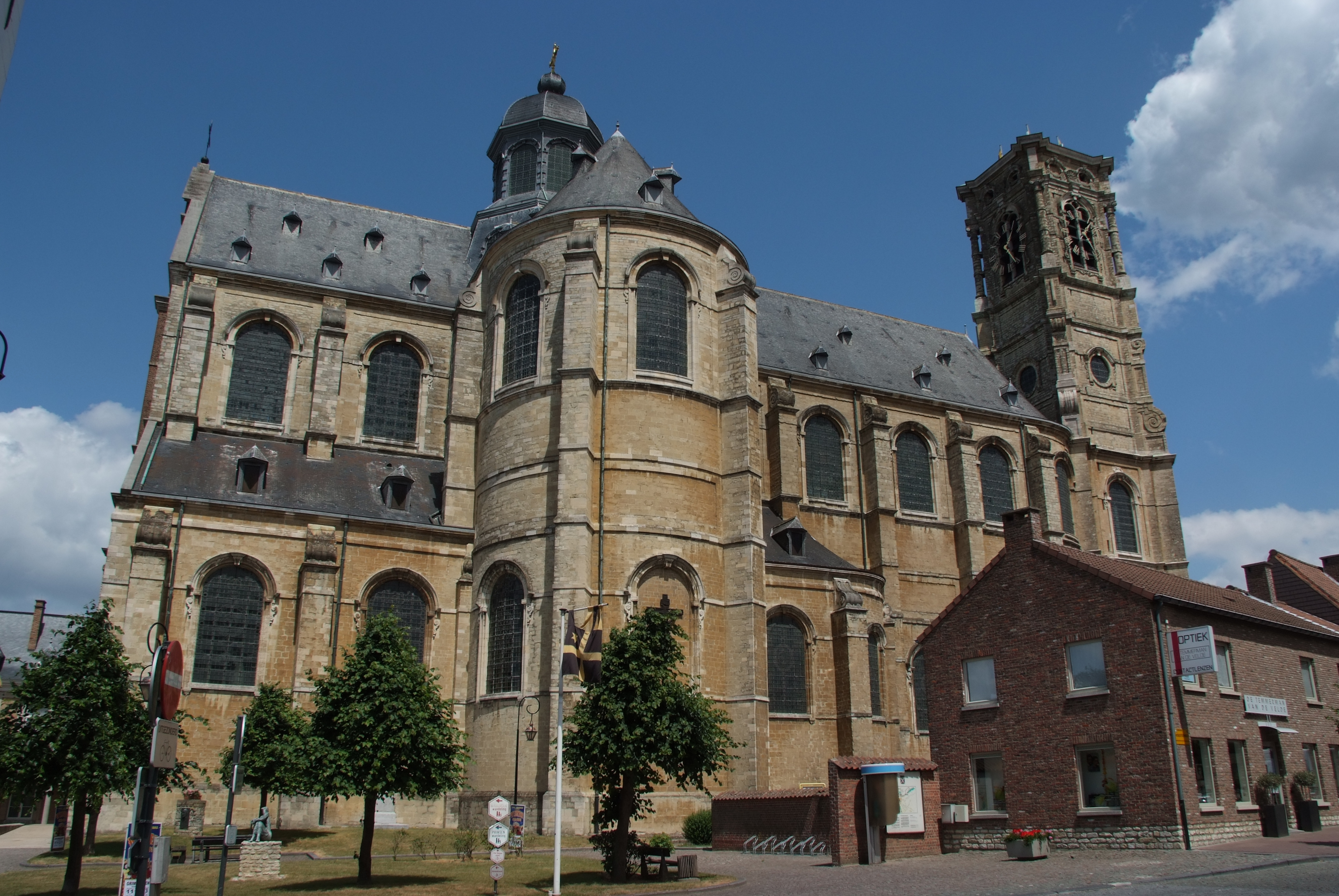
Zijaanzicht Sint-Servaasbasiliek

- Oprichting van het Kruis (een werk van Godfried Maes)
- De vier Evangelisten (vermoedelijk van Jan Erasmus Quellin)

Op 10 februari 1993 brak er een korte maar hevige brand uit in de abdijkerk waardoor twee schilderijen en drie beelden van de biechtstoel totaal vernietigd werden. De beelden werden vervangen, maar de twee schilderijen (de Aankondiging van Theodoor Van Loon en de Verrijzenis van Godfried Maes) gingen definitief verloren.

### Altaar van de Heilige Doodsstrijd
In de linker dwarsbeuk
Dit altaar dateert van 1732 en vertoont een sterke gelijkenis met het Servatiusaltaar aan de overkant. De voorwerpen en afbeeldingen verwijzen naar het lijden van Jezus van Nazareth en de medaillons stellen de vier evangelisten voor. De medaillons boven de deuren bevatten een Ecce Homo en een Mater Dolorosa, terwijl in de paneelovalen de Arma Christi te zien zijn: het zwaard, de haan, het kruis, de spons, de spijkers, dobbelstenen en andere voorwerpen in verband met de passie van Christus te zien zijn.

### Onze-Lieve-Vrouwekoor
Links van het hoofdaltaar
- Maria-altaar met een beeld van Onze-Lieve-Vrouw van Zeven Weeën en daarboven het schilderij de Aanbidding van de Herders (kopie van een werk van Pieter Thys (1624 - 1677))
- Links en rechts twee grote schilderijen die wellicht van de hand van Richard van Orley (1663 - 1732) zijn:
  - Geboorte van Christus of Aanbidding van de inwoners van Bethlehem (links)
  - Aanbidding door de Wijzen (rechts) - een kopie van een werk van Rubens
- Grafkelder waar de abt-bouwer van de kerk (Fernandez de Velasco, †1665) en negen abten van de Abdij van Berne (Noord-Brabant) werden begraven.

### Koor en hoofdaltaar

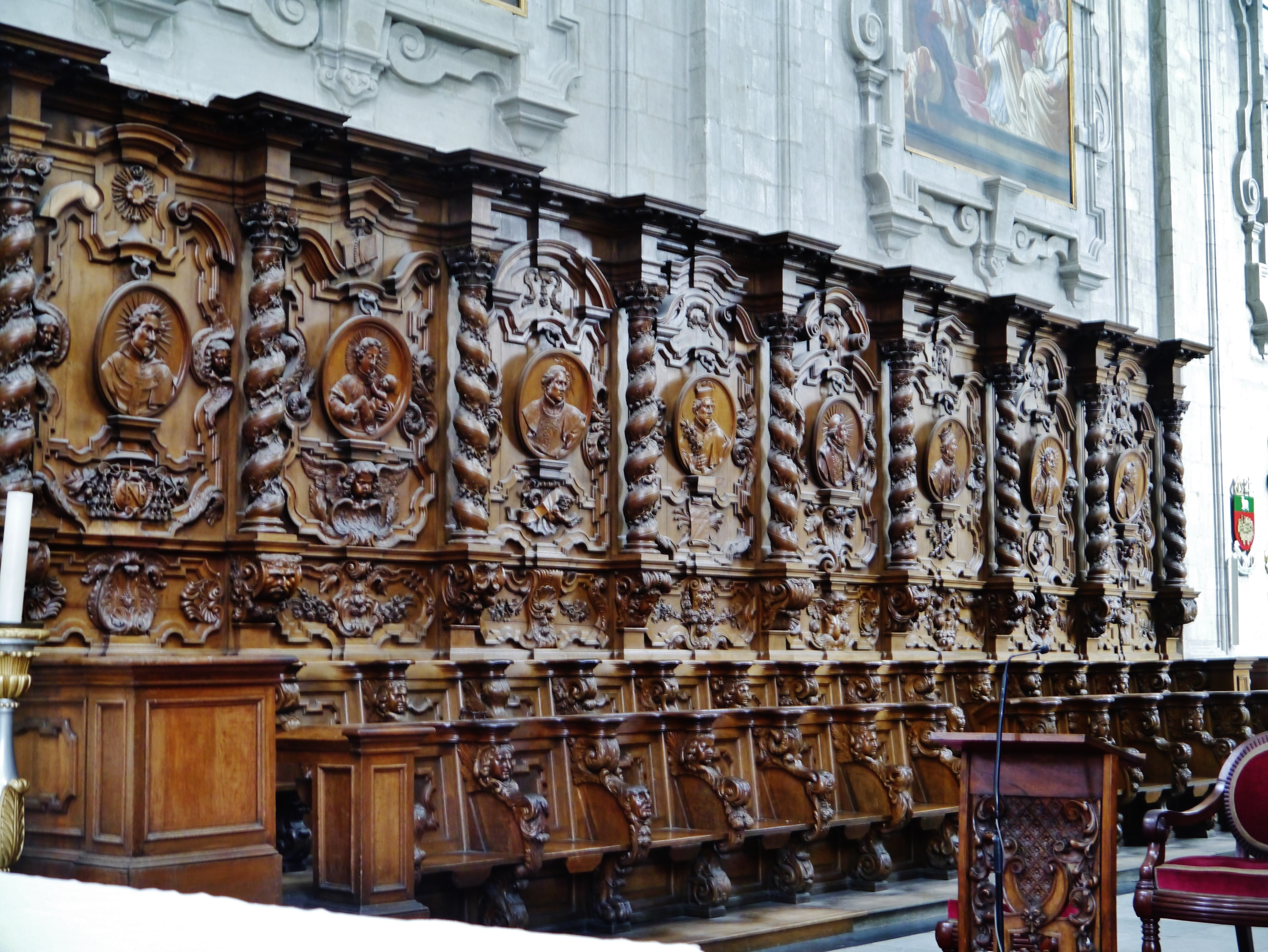
Koorgestoelte

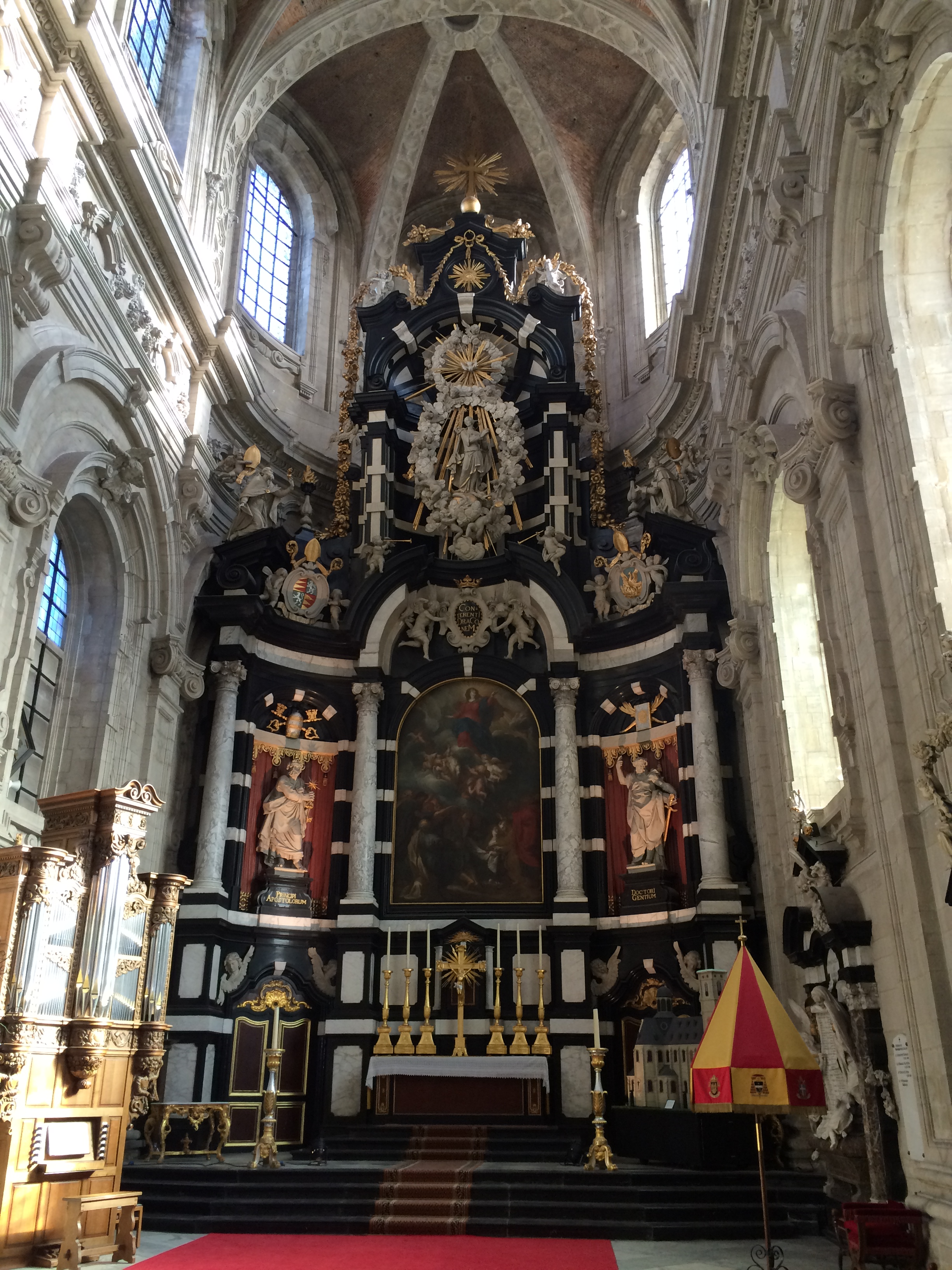
Hoofdaltaar

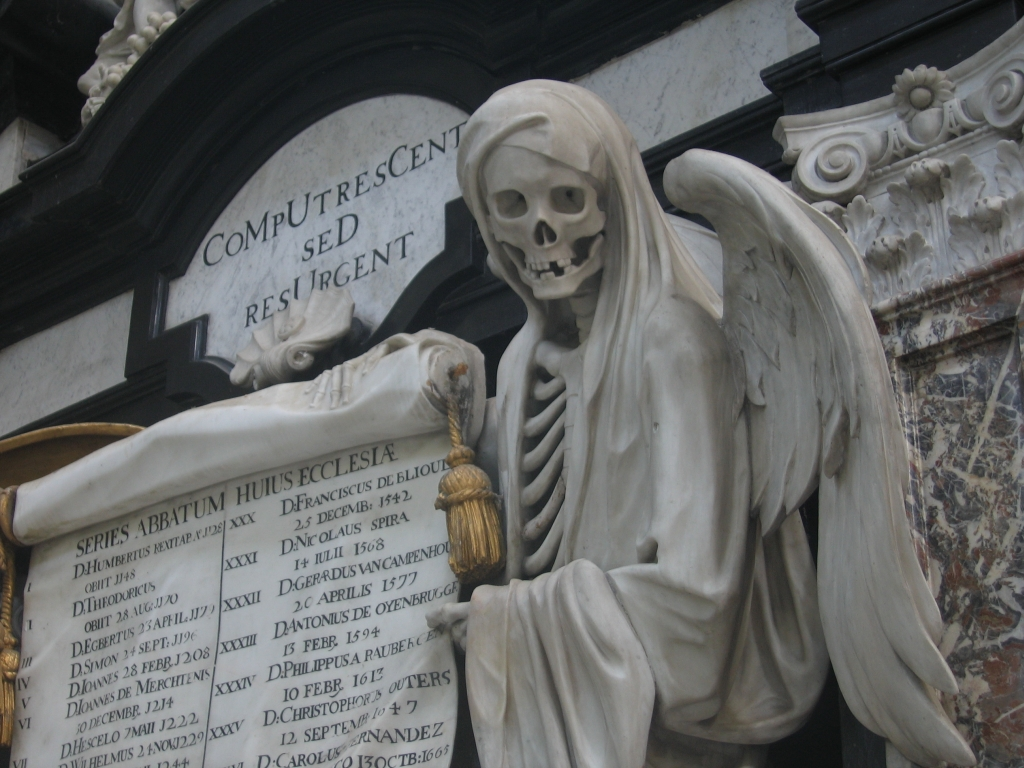
Detail Verrijzenismonument

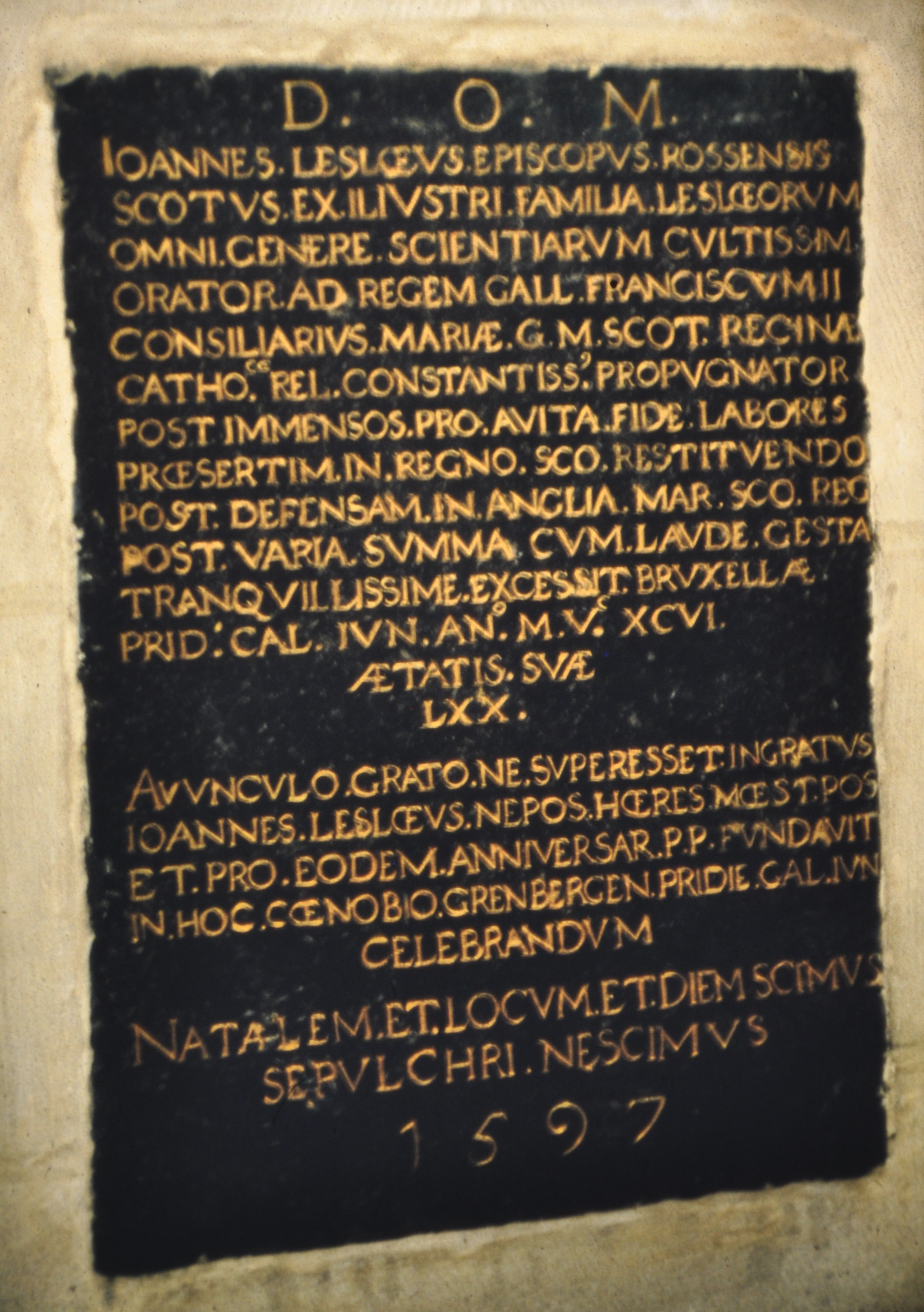
Epitaaf van John Lesley, bisschop van Ross

- Het koorgestoelte met vele heiligen en zaligen van de Norbertijnenorde (telkens van links naar rechts) :
  - Evermodus (bisschop van Ratzeburg), Eelco (abt van Lidlum in Friesland), Godfried van Kappenberg, Isfriedus van Ratzeburg, Jacop van Vicogne, Jacob Lacoupe van Oudenaarde (een van de martelaren van Gorcum), Hugo van Fosses (eerste abt in Prémontré) en Augustinus (bisschop van Hippo, naar wiens regel de norbertijnen leven)
  - Norbertus van Maagdenburg, Herman Jozef van Steinfeld, Nikolaas (novice van Vicogne), Frederik van Hallum en Siardus (beiden abten van Mariëngaarde in Friesland), Hroznata (stichter van Tepl in Tsjechië), Adriaan Jansen uit Hilvarenbeek (een van de martelaren van Gorcum) en Daniël van Campenhout (kloosterling en later prior van de abdij)
- Vier schilderijen van Richard van Orley die in opdracht van abt Augustinus van Eeckhout (1716-1747) speciaal voor deze abdijkerk werden uitgevoerd :
  - Bekering van de heilige Norbertus
  - Paus Honorius keurt de Orde goed
  - De heilige Norbertus preekt in Antwerpen
  - Triomf van Norbertus over Tanchelm
- Hoofdaltaar (een werk uit 1701 van Frans Langhemans (1661-1720) uit Mechelen) met centraal de Hemelopneming van Maria. Links en rechts daarvan staan de beelden van Petrus en Paulus. Boven die beelden zijn de wapenschilden van abt de Munck (links) en van de abdij (rechts, met feniks) te zien. Daarboven bevindt zich het beeld van de Madonna die de draak verplettert, met links Sint Norbertus en rechts Augustinus. Onder het Lievevrouwebeeld staat in gulden letters het chronogram: CONTERENTI DRACONEM (Voor Haar die de draak verplettert).

- Het Verrijzenismonument of Praalgraf van de abten, waar de dood (een skelet) en de tijd (oude man met baard en vleugels) tonen hoe vergankelijk het leven is. Uit de spreuk COMPUTRESCENT SED RESURGENT blijkt dat abt Herman De Munck dit monument in 1710 (MDCCVV) liet plaatsen.

- Grafmonument van de Prins van Bergen Dit grafmonument toont Filips Frans van Glymes (1646-1704), prins van Berghes en graaf van Grimbergen, biddend bij de tombe. Deze edelman was officier, ridder van het Gulden Vlies, grootbaljuw van Henegouwen en gouverneur van de stad Brussel vanaf 1695. Hij voerde er het bevel tijdens de verwoestende Franse bombardementen.

- Epitaaf van John Lesley, bisschop van Ross  (†1596) Gezet in de noordelijke muur van het koor, aan de rechterkant van de deur die opent tussen het koor en het altaar. Het werd besteld in 1597 door zijn neef om de eerste verjaardag van zijn dood te herdenken.

### Sint-Norbertuskoor
Rechts van het hoofdaltaar

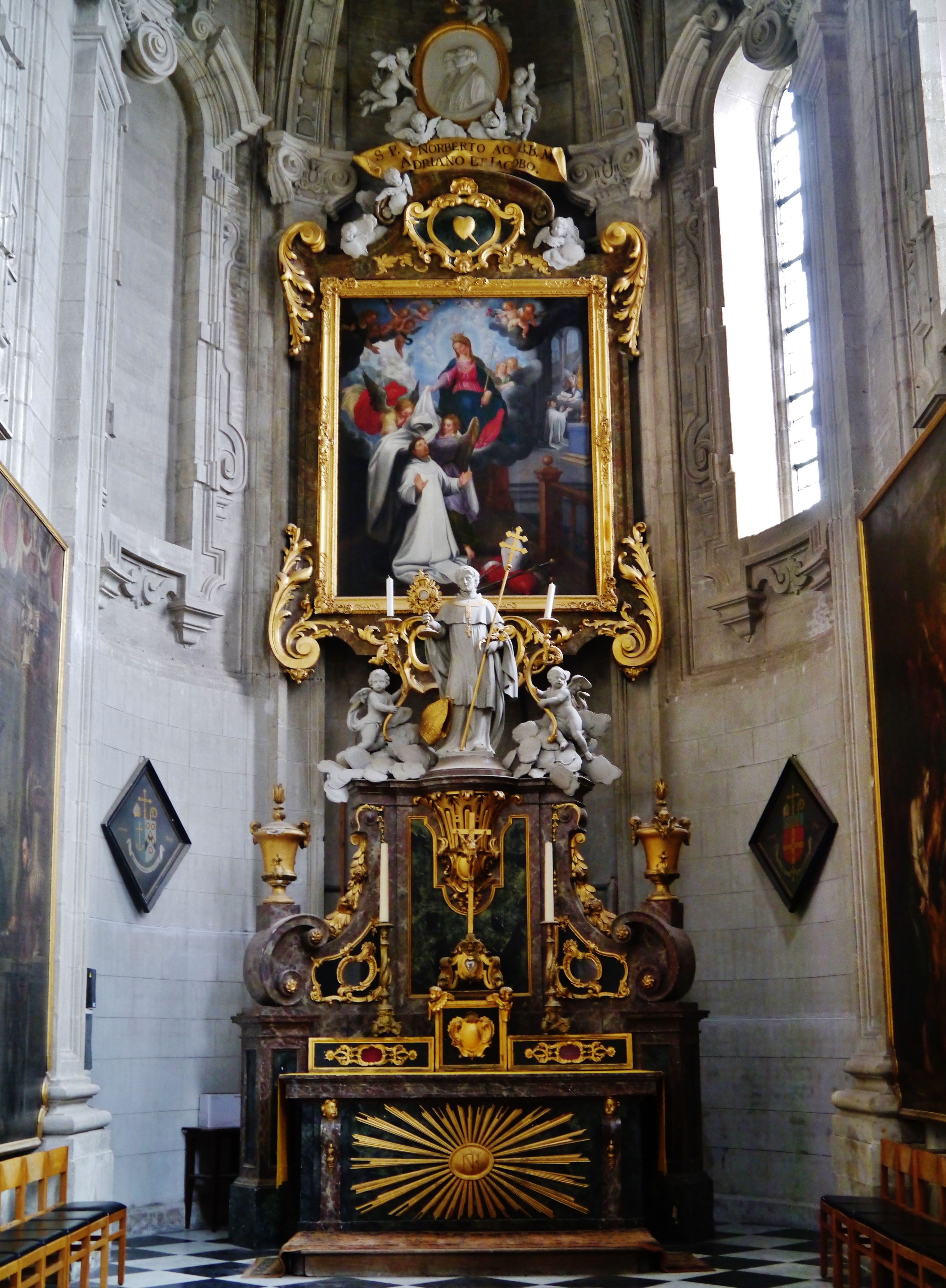
Sint-Norbertusaltaar

- Norbertusaltaar met daarboven het schilderij Norbertus die het witte habijt ontvangt uit de handen van Maria (het oudste schilderij in de kerk). In het medaillon staan de heiligen Adrianus Lacoupe en Jacobus Lacop, twee norbertijnen die in 1572 te Gorcum omwille van hun geloof gemarteld werden.
- Links en rechts twee grote schilderijen:
  - Aanwezigheid van Christus in de Heilige Eucharistie (links) - kopie van een werk van Rubens, weleens toegeschreven aan Jan Erasmus Quellin. Het schilderij thematiseert Gods aanwezigheid in de Eucharistie en geeft een aantal figuren weer die zich voor de verdediging van dit geloofspunt hebben ingezet: Norbertus, Thomas van Aquino, Bonaventura, Chrysostomus, Hiëronymus, Augustinus, Ambrosius, Bernardus, Franciscus en Dominicus Guzman.
  - Triomf van de Eucharistie over Wijsbegeerte, Wetenschap, Dichtkunst en Natuur (rechts) - kopie van een werk van Rubens dat zich in het Louvre bevindt. De kopie kan van Gaspar de Crayer (1584 - 1669) zijn. De geleerde met boek en wereldbol stelt de Wetenschap voor, de grijsaard de Wijsbegeerte, de gelauwerde jongeling de Dichtkunst en de vrouw met vier borsten de Natuur. De kleurling achteraan symboliseert de nieuw ontdekte werelddelen.

### Altaar van Sint-Servaas
In de rechter dwarsbeuk

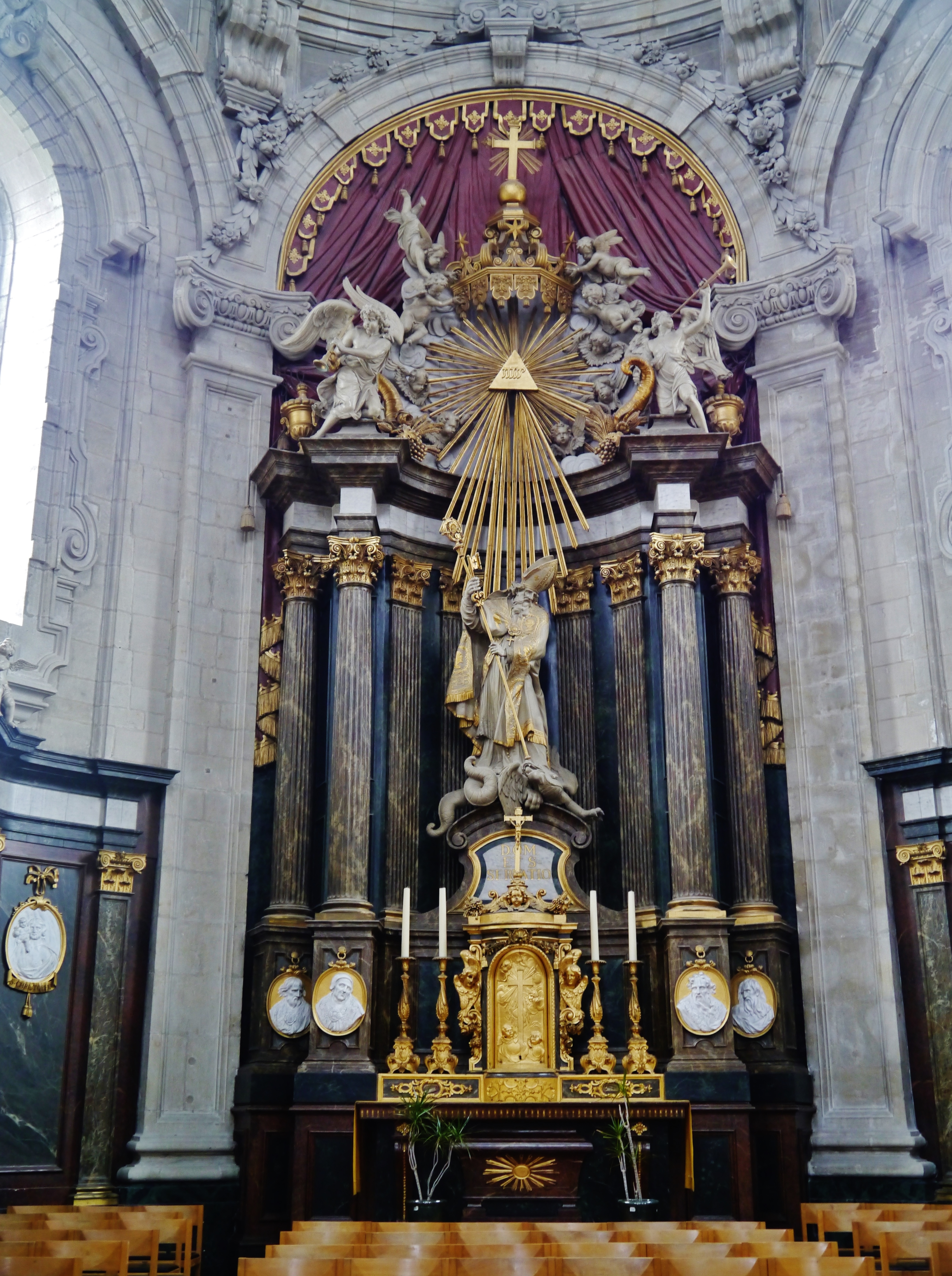
Sint-Servaasaltaar

Dit altaar wordt toegeschreven aan de beeldhouwer-architect Hendrik Frans Verbruggen (1665-1724). Het werd er in 1720 geplaatst en behoort tot hetzelfde type altaar als dat van de Heilige Doodsstrijd en is uitgevoerd in gemarmerd en verguld hout. Het altaar is zeer indrukwekkend opgebouwd en bestaat uit enkele aparte 'bladen'.
De Heilige Servaas, patroonheilige van de kerk, wordt er als bisschop van Vlaanderens oudste stad Tongeren afgebeeld met kromstaf en mijter en een draak aan zijn voeten die verwijst naar de ketterij die hij bestreed. Het licht van het ware geloof schijnt op hem vanuit het symbool van de Goddelijke Drie-eenheid.
In de medaillons onderaan vindt men de vier kerkvaders van de Westerse Kerk terug : H. paus Gregorius I, H. Ambrosius, H. Augustinus en H. Hiëronymus.
Hetzelfde soort heiligenmedaillons is verder nog in de beschotten aan weerszijden van het altaar te zien, met de H. Sebastiaan, H. Christoffel, H. Rochus en H. Antonius.
In de zijdeuren bevinden zich relieken van
- Guido van Anderlecht, patroon van landlieden en koetsiers en beschermer van paarden en vee en
- de Heilige Sebastianus, patroon van de toenmalige lokale schuttersgilde.

### Communiebanken
De koren van het hoofdaltaar en van alle zijkapellen werden vroeger afgescheiden van het schip door communiebanken uit 1731. De communiebank bij het hoofdaltaar werd echter tijdens de Tweede Beeldenstorm afgebroken en delen ervan werden herwerkt in het nieuwe volksaltaar, de ambo's en het voetstuk van het Lieve Vrouwebeeld. Ook de communiebanken van het altaar van de Heilige Doodsstrijd en het altaar van Sint-Servatius werden verwijderd. Enkel de communiebanken van het Onze-Lieve-Vrouwe-koor en het Sint-Norbertuskoor bleven gespaard.

### Biechtstoelen
In de zijbeuken

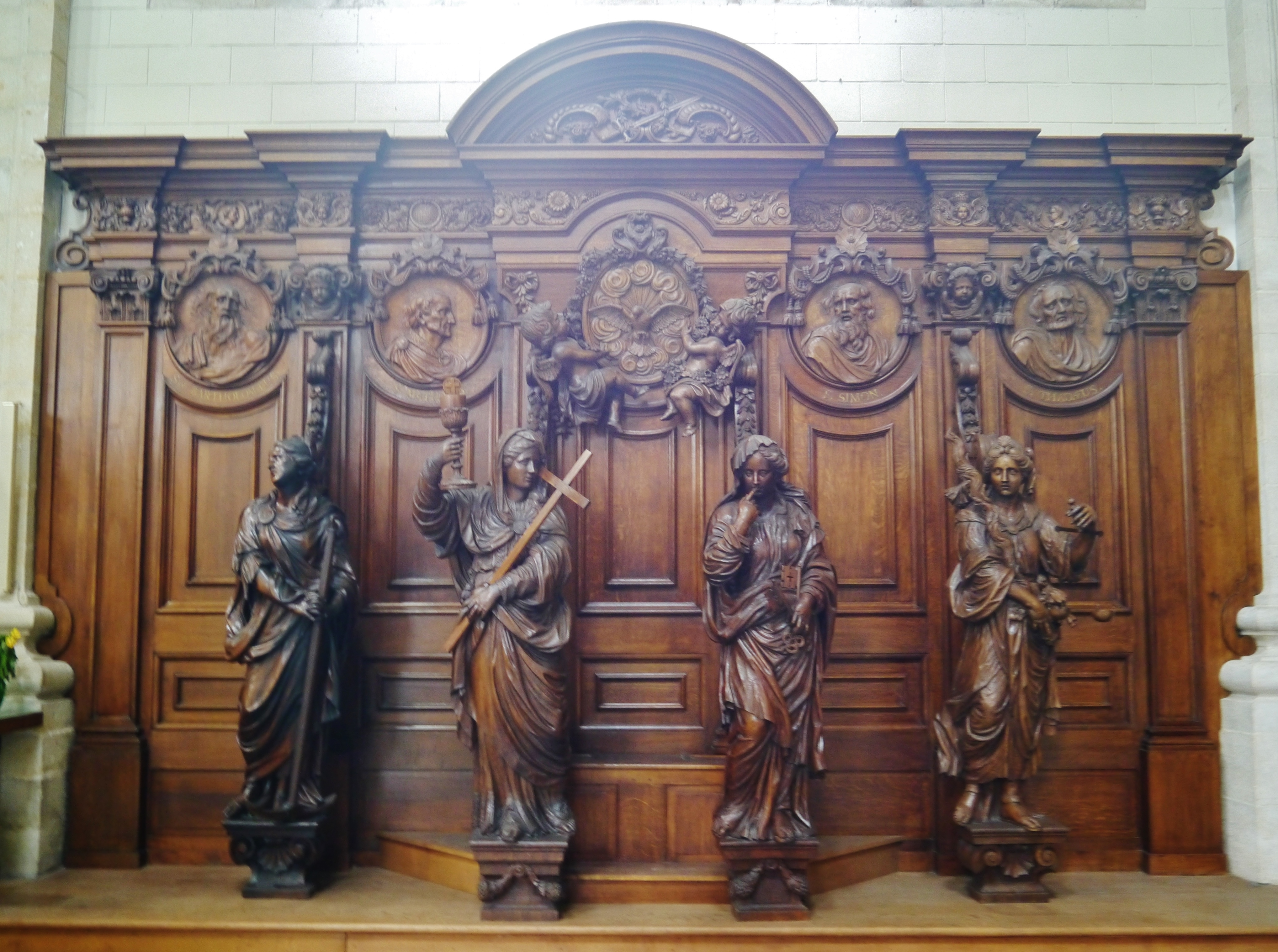
Biechtstoel met beelden van Goddelijke deugden

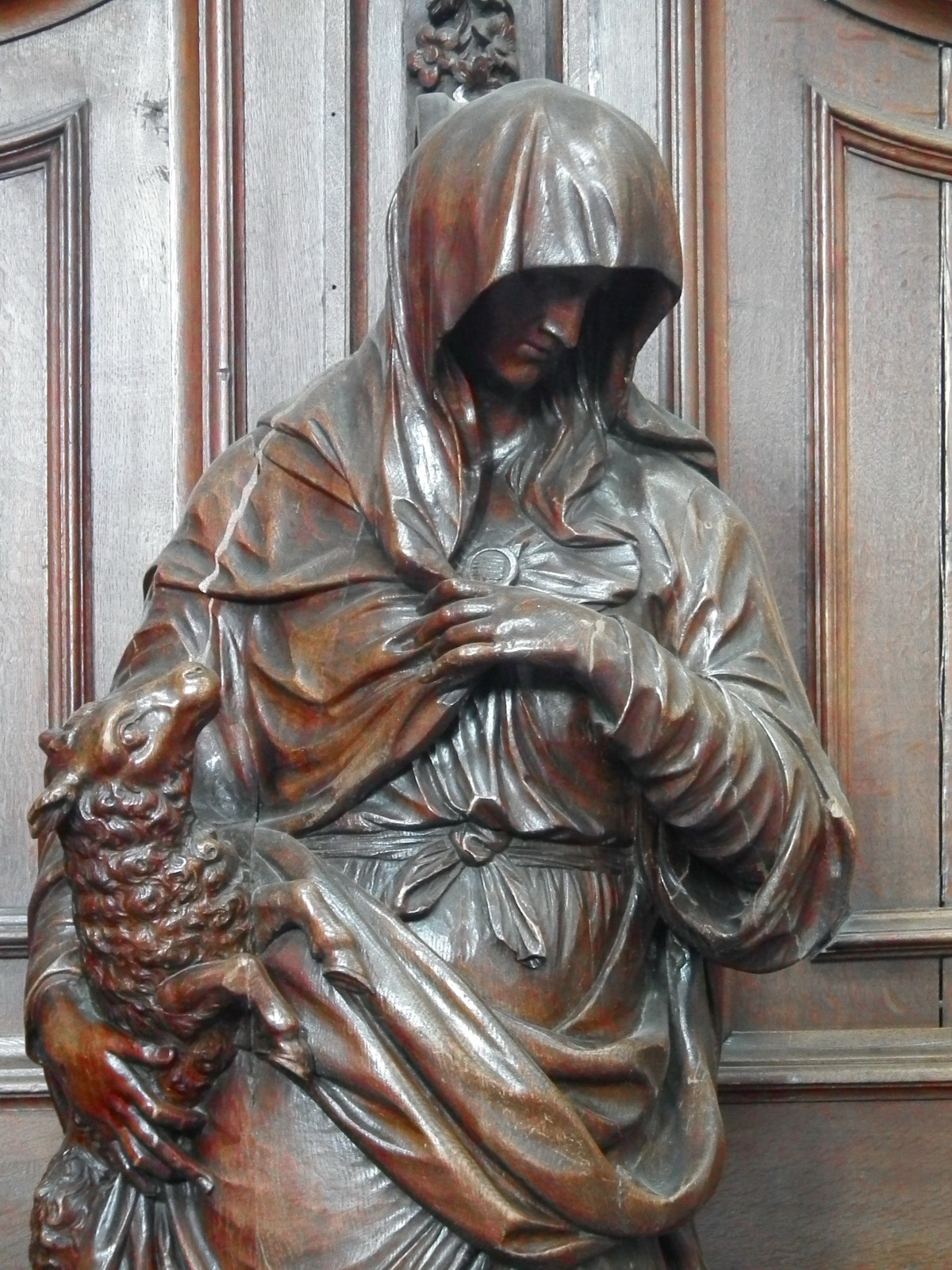
Detail biechtstoel met personificatie van de Zachtmoedigheid

De vier biechtstoelen zijn mogelijk het werk van Willem Kerricx of Hendrik Frans Verbrugghen en zijn versierd met levensgrote beelden. Ze werden zeker voor 1718 gemaakt en zijn nog van het open type.
Achteraan links vindt men de biechtstoel met Maria centraal en beelden van
- de Onschuld (jonge vrouw)
- Petrus (omgekeerd kruis, sleutel en haan)
- Hiëronymus (woestijnleeuw aan zijn voet, klopt zich met een steen op de borst)
- de Boetvaardigheid (oude vrouw met geselroede in de linkerarm en aan haar voeten een roerdomp met zijn dode jongen als zinnebeeld voor de doodzonde).

Rechts daarvan staat de biechtstoel met God de Vader in het midden van de beelden
- de Sterkte (glimlachende jonge vrouw uit het Oude Testament, die op een zuiltje steunt),
- Maria Magdalena (lang haar, geselroed, kruis als teken van boete, reukwerkvaas aan haar voeten, berouwvol opziend),
- de Verloren Zoon (trog met varken aan zijn voeten) en
- de Zachtmoedigheid (lam en olijftak van vrede).

Achteraan rechts staat de biechtstoel met de Heilige Geest en de beelden van de Goddelijke deugden:
- de Hoop (jonge vrouw die op een anker leunt, blikt vertrouwvol ten hemel),
- het Geloof (vrouw met kruis en kelk met hostie),
- het Biechtgeheim (vinger op de mond en de sleutels van het biechtgeheim) en
- de Rechtvaardigheid (weegschaal en het vlammend zwaard van het paradijs = penitentie).

Links daarvan staat de biechtstoel met de Zoon, voorgesteld als Goede Herder met de beelden van
- het Berouw (weduwe uit het Oude Testament),
- Koning David (met kroon en harp),
- Johannes de Doper (met kruis en het Lam, gehuld in dierenvacht) en
- de Liefde (jonge vrouw met het kruis en een vlammend hart).

### Preekstoel

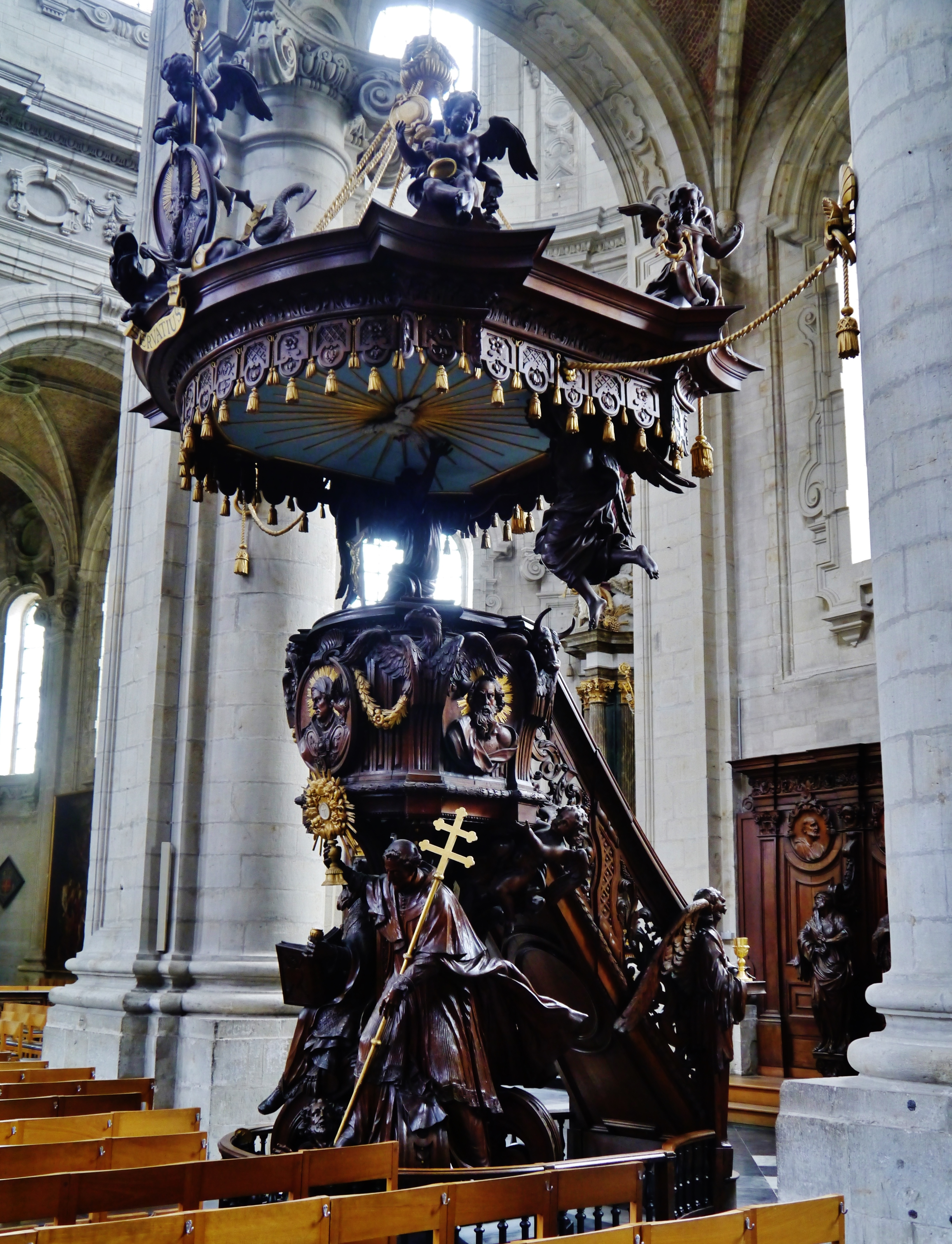
Preekstoel

Deze monumentale preekstoel is een werk van Hendrik Frans Verbruggen. De H.H. Norbertus en Augustinus dragen de kuip die versierd is met afbeeldingen van de kerkvaders (Ambrosius met bijenkorf, Gregorius met duif, Hiëronymus met bazuin)
en de symbolen voor de vier evangelisten : een engel voor Mattheüs, een leeuw voor Marcus, een stier voor Lucas en een arend voor Johannes. Tussen Norbertus en Augustinus vinden we de ketter Tanchelm. Achter deze figuren grinnikt een gevleugelde duivel.
Bovenaan vindt men een medaillon met een reliëf van Sint-Servaas, de patroon van de parochiekerk, en op de hoeken vier engeltjes met attributen van de kardinale deugden : een spiegel voor prudentia (voorzichtigheid), een weegschaal voor iustitia (rechtvaardigheid), teugels voor temperantia (gematigdheid) en een zuil voor fortitudo (moed). Bij de trapleuning staan engelen met het Oude en het Nieuwe Testament afgebeeld. In het open boek waar Augustinus in zit te schrijven lezen we "Contra Pelagianos" (tegen de aanhangers van Pelagius, de Britse ketter die het bestaan van de erfzonde had bestreden).

### Onze-Lieve-Vrouw van Grimbergen
Links achteraan in het schip
De Onze-Lieve-Vrouw van Grimbergen is een zittende en gekroonde Madonna met het Kind Jezus op haar schoot met in de hand een duifje. In de volksmond wordt dit beeld O-L-Vrouw onder de toren genoemd omdat in de vroegere kerk het beeld midden in de kerk stond, onder de toren tussen het priesterkoor en het schip van de gelovigen. Het beeld was jarenlang verloren maar werd rond de jaren 1925 op de gewelven teruggevonden en de toenmalige pastoor Daniel Delestré liet het restaureren.

### Relikwieën
In de kerk bevinden zich verschillende relikwieën. Ze zijn ingewerkt in de altaren of bevinden zich in de zijdeuren van de altaren. Hieronder volgt een onvolledige lijst.
- Altaar van de H. Doodsstrijd
  - Heilige Severinus, martelaar
- Onze-Lieve-Vrouwaltaar
  - Heilige Blandina, martelares
- Sint-Norbertusaltaar
  - Heilige Julianus, martelaar
- Sint-Servaas-altaar
  - Guido van Anderlecht, patroon van landlieden en koetsiers en beschermer van paarden en vee en
  - Heilige Sebastianus, patroon van de toenmalige lokale schuttersgilde.

## Sacristie
Ten noorden van de kerk werden in 1664 een kleine en grote sacristie gebouwd. Deze werden in 1763 in opdracht van abt Jan-Baptist Sophie verfraaid tot een bijzonder harmonisch rococo-geheel. De grote sacristie is de grootste van België (15,5 m lang, 11 m breed en 6,8 m hoog) met een uniek fresco dat het volledige plafond beslaat. Sint Norbertus wordt er afgebeeld op weg naar de hemel terwijl hij begroet wordt door heiligen, musicerende engelen en engelen die de bij zijn leven passende attributen dragen (monstrans, lelie, mijter en bisschopskruis). De ruimtewerking wordt op een bijzondere wijze geaccentueerd door het perspectief van de geschilderde balustrade rondom het fresco. De schilder van het fresco is onbekend.
Tussen de geschilderde balustrade en het wandbeschot vindt men 10 grisailles die allen een tafereel uit het leven van Norbertus weergeven. Bij de restauratie door de Bruggeling Leegenhoek in 1928 vond men in de grisailletekening boven het Lieve-Vrouwebeeld onder het wapenschild van Sint Norbertus de naam BATAIGLE terug. Mogelijk was hij de schilder. In 2008 onderging het fresco nog een restauratiebeurt.
In het wandbeschot zijn nog eens vier schilderijen ingewerkt die aan Lucas Giordano (1632 - 1705) toegeschreven worden : een Geseling, een Ecce Homo, een Kruisoprichting en een Graflegging. Van deze vier zijn misschien alleen de eerste twee originele stukken.
In de jaarspreuk van het tabernakeltje kan men lezen dat de sacristie in 1763 klaar kwam : NOVAE LEGIS SACERDOS ET VICTIMA (MDCCLVVIII, Jezus wordt de priester en het zoenoffer genoemd van de nieuwe wet).
Anno 2006 wordt de sacristie gebruikt als weekkapel. In de westelijke muur van de sacristie bevindt zich de herstelde grafsteen van abt Franco, de elfde abt van de abdij (+ 2 mei 1244). Deze steen kwam pas aan het licht toen kanunnik J. de Meyer op een kleine wenteltrap struikelde en opmerkte dat stukken van een grafsteen verwerkt waren in de treden.
Recent werd de plafondschildering van de sacristie gerenoveerd. Hierdoor werd de sacristie in 2009 genomineerd voor de Vlaamse Monumenten Prijs.

## Orgels
Al in 1540 is er sprake van een orgel dat door abt Frans du Blioul in de abdijkerk werd geplaatst, lang voor de bouw van de huidige abdijkerk. Dat orgel heeft de Beeldenstorm echter niet overleefd.
Het huidige orgel achter in de kerk werd door abt Van Eeckhout in 1745 besteld bij de bekende orgelbouwer Johannes Thomas Forceville. Het bestaande orgel dat in 1615 was aangekocht (een instrument uit 1591) werd hersteld en naar Wemmel overgebracht. Het nieuwe orgel kwam pas in 1751, één jaar na de dood van Forceville, gereed, nadat het door Jean-Baptiste Goynaut was afgewerkt. Het beeld- en houtsnijwerk is van de hand van de Brusselse beeldhouwer Piet Doncker.
In de tweede helft van de achttiende eeuw leek het nieuwe orgel toch niet volledig te voldoen. Daarom liet abt Sophie er een aantal veranderingen in aanbrengen en voorzag het van nog meer versieringen, wat nu nog kan gezien worden aan het wapenschild met zijn devies "Super astra sophia". Het resultaat moet een indrukwekkend orgel geweest zijn, want in 1788 wordt het door Nicolaus Arnoldi Knock vermeld in diens publicatie over de merkwaardigste kerkorgels in de Nederlanden.

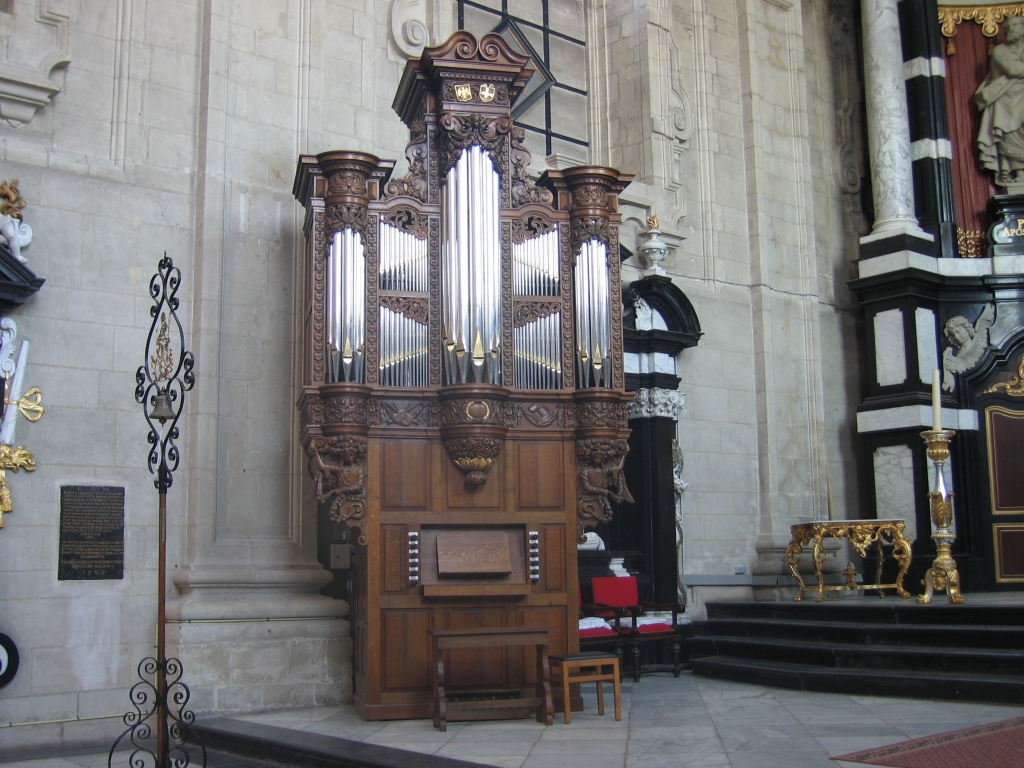
Orgel uit 1999 van de hand van Joris Potvlieghe

De ingreep en herstelling in 1910 door de Brusselse orgelbouwer Jean-Emile Kerkhoff is heel wat minder gelukkig geweest. Kerkhoff verbreedde de kast en veranderde het orgel dermate dat eigenlijk enkel de kast overbleef van het Forceville orgel.
Op 24 september 2004 werd het vernieuwde Forceville-orgel na een jarenlange restauratie terug in dienst genomen door organist Kamiel D'Hooghe met werken van Bach, Walther, Vivaldi, Mendelssohn-Bartoldy en Peeters. De restauratie werd uitgevoerd door Ghislain Potvlieghe en De Maeyer. Het orgel telt nu 41 registers. Het is in Hollands-Duitse stijl uitgewerkt en kan een "Bach-orgel" worden genoemd.
Het orgelmeubel werd voorzien van een nieuwe achterwand en huisvest het Hoofdwerk (11 registers op basis van Prestant 16'), het Bovenwerk (11 registers) en het Pedaal (9 registers), terwijl het Rugwerk terug is opgebouwd (10 registers) in de borstwering van het doksaal.
Vooraan in de kerk vindt men ook een instrument uit 1999 van de hand van Joris Potvlieghe met 1 klavier en aangehangen kistpedaal.

## Beiaard

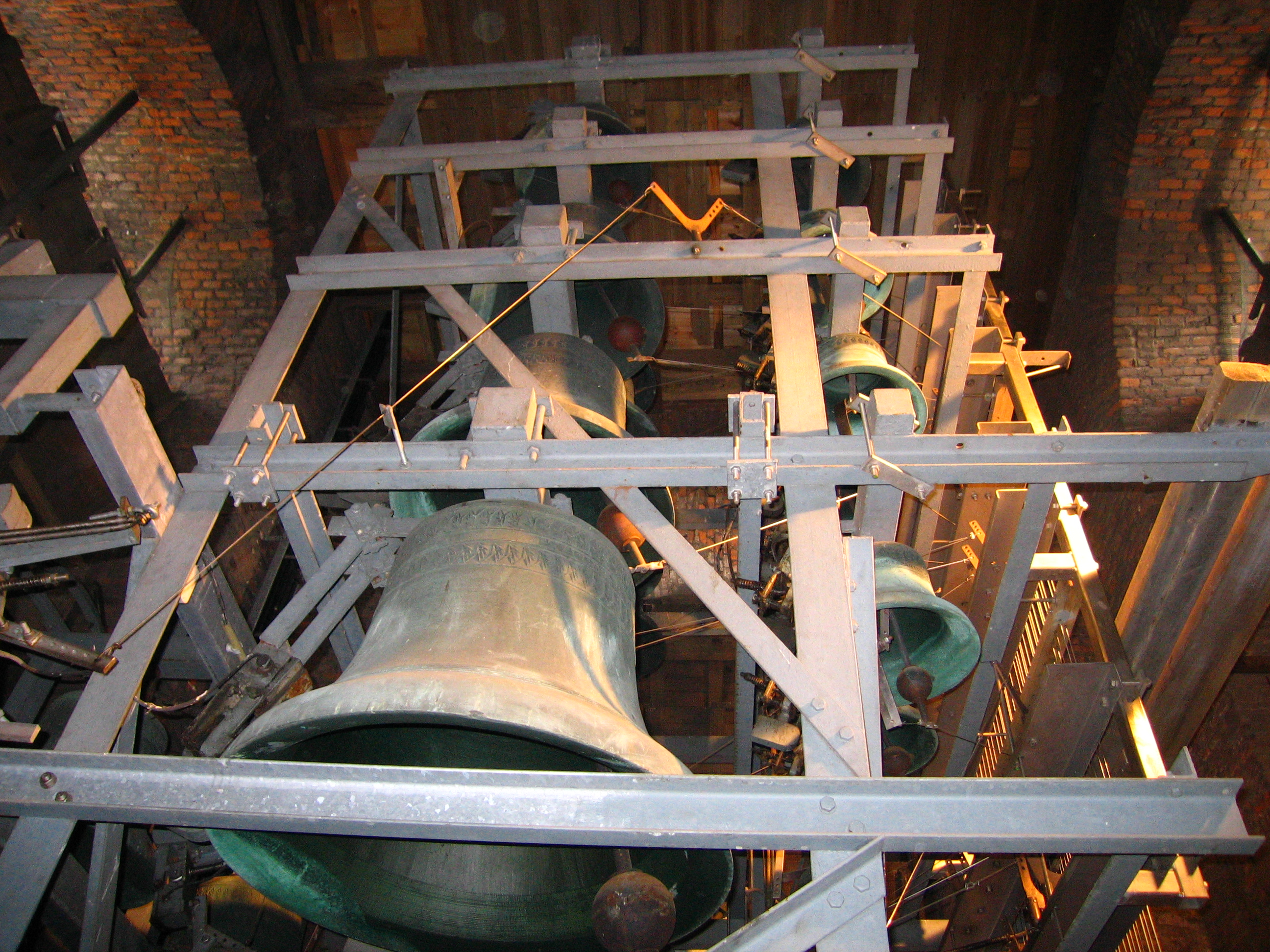
De 49 klokken van de Grimbergse beiaard

De norbertijnen zijn de vroegste propagandisten van de beiaardkunst geweest. In Park was een beiaard in 1480, Averbode in 1504, Tongerlo voor 1535, Antwerpen St-Michiel in 1655. Van de eerste beiaard van Grimbergen is slechts bekend dat zijn klokken 6521 pond brons opleverden, toen einde 1715 bij de Antwerpse klokkengieter Willem Witlockx een nieuwe beiaard werd besteld. Deze tweede beiaard speelde voor het eerst op 28 april 1716. Het instrument werd stelselmatig uitgebreid, zodat er op het einde van de 18e eeuw 41 klokken aanwezig waren. Helaas heeft ook hier de Franse Revolutie haar tol geëist en werden alle klokken geroofd. Meer dan een eeuw lang bleef het stil.
De derde beiaard werd door de gemeente geschonken in 1928, naar aanleiding van het 800-jarig bestaan van de abdij. Bij Marcel Michiels jr. uit Doornik werden 34 klokken besteld met een totaalgewicht van 2201,5 kg. Met de nodige vertraging kon zij pas in 1931 plechtig ingespeeld worden door Jef Denyn. De klank viel echter tegen en door toedoen van kanunnik Feyen kwam er een nieuwe beiaard. Op 23-24 mei 1964 werd de huidige, vierde beiaard met zijn 48 klokken plechtig ingespeeld door Staf Nees tijdens een internationaal beiaardfestival. Aan deze beiaard van de Koninklijke Eijsbouts uit Asten in Nederland, werd in 1998 een 49ste klok toegevoegd. Het computerspeelwerk is van de firma Horocantus uit Lokeren.
In 1735 wordt Edmond Claessens vermeld als beiaardier. Zijn kleinzoon Pieter Claessens volgde hem op in 1764 en bleef in die functie tot 1777. In 1928 bespeelde Louis Mergaerts, de plaatselijke koster-organist, de klokken. Hij werd laureaat van de beiaardschool in 1931. In 1948 werd hij opgevolgd door kanunnik Feyen, norbertijn van de abdij. Op 12 juli 1951 behaalde deze zijn einddiploma aan de beiaardschool in Mechelen. Rien Aarssen was beiaardier van 1991 tot 2011. De huidige beiaardier is Twan Bearda. Men kan hem elke zondag beluisteren tijdens het beiaardseizoen dat loopt van Pasen tot en met de Pater Feyen-dag eind september. Ook bij verschillende kerkelijke en burgerlijke feestdagen zoals Allerheiligen en Nieuwjaar wordt de beiaard bespeeld en in juli en augustus zijn er elke vrijdagavond concerten.